# Akio
Akio (jap. あきお, アキオ) – męskie imię japońskie.

## Możliwa pisownia
Akio można zapisać używając wielu różnych znaków kanji i może znaczyć m.in.:
- 昭夫, „świetlisty, mąż”[1]
- 昭生, „świetlisty”
- 秋雄, „jesień, mężczyzna”
- 章男

## Znane osoby
- Akio Arakawa (昭夫), profesor meteorologii
- Akio Chiba (亜喜生), japoński mangaka
- Akio Mori (昭生), japoński karateka i kick-boxer
- Akio Morita (昭夫), japoński przedsiębiorca, jeden z założycieli koncernu Sony
- Akio Ōtsuka (明夫), japoński aktor i seiyū
- Akio Sōda (秋雄), japoński hokeista na trawie
- Akio Toyoda (章男) – japoński przedsiębiorca

## Fikcyjne postacie
- Akio Asakura (アキオ), bohater serii Wangan Midnight
- Akio Furukawa (秋生), bohater serii Clannad